# Liste der Einträge im National Register of Historic Places im Crockett County (Tennessee)

Lage des Crockett Countys in Tennessee

Die Liste der Einträge im National Register of Historic Places im Crockett County in Tennessee (USA) führt die Bauwerke und historischen Stätten im Crockett County auf, die in das National Register of Historic Places aufgenommen wurden.

## Derzeitige Einträge
| [ 2 ] | Name          | Bild          | Eintragsdatum        | Lage                                             | Ort   | Beschreibung |
| ----- | ------------- | ------------- | -------------------- | ------------------------------------------------ | ----- | ------------ |
| 1     | Bank of Alamo | Bank of Alamo | 1986 ID-Nr. 86001397 | 103 South Bells Street 35° 47′ 6″ N, 89° 7′ 2″ W | Alamo |              |